# Лонг, Фрэнк Белнэп
Фрэнк Белнэп Лонг (англ. Frank Belknap Long; 27 апреля 1901 — 3 января 1994) — американский писатель в жанрах ужаса, фэнтези, научной фантастики, поэзии, готического романа, комиксов, и нон-фикшн. Несмотря на то, что его литературная карьера насчитывает порядка семи десятилетий, наиболее известен он своими рассказами ужасов и научно-фантастическими рассказами. Лонг был другом Лавкрафта и одним из авторов, участвовавших в создании «Мифов Ктулху». Лонг был отмечен такими наградами, как Всемирная премия фэнтези (1978), Премия Брэма Стокера (1987), и First Fandom Hall of Fame Award (1977).

## Биография
Фрэнк Белнэп Лонг родился в Нью-Йорке и вырос в Гарлеме (районе Манхэттена). Всю жизнь прожил в Нью-Йорке. В детстве он был очарован естественной историей и писал, что он «мечтал работать вдали от дома и изучать дождевые леса бассейна реки Амазонки».

## Наследие
Фрэнк Белнэп Лонг оставил массу работ, включающую 29 романов, 150 рассказов, 8 сборников рассказов, 3 сборника стихов, а также многочисленные статьи в журналах и комиксах. Писатель Рэй Брэдбери подвел итог карьере Лонга: «Фрэнк Белнап Лонг прожил большую часть истории научной фантастики в США, знал большинство писателей лично или переписывался с ними и своими собственными произведениями помог сформировать область интересов, когда большинство из нас были еще подростками».

## Дружба с Лавкрафтом
Гений мистера Лонга уникален и заметен.

—Г. Ф. Лавкрафт

Говард Филлипс Лавкрафт был близким другом и наставником Фрэнка Лонга, с которым он познакомился в 1920 году, когда Лонгу было 19 лет. Лавкрафт нашел Лонга интересным корреспондентом, особенно в том, что касается его эстетических вкусов, уделяя особое внимание итальянскому Возрождению и французской литературе. Лавкрафт опубликовал некоторые из ранних работ Лонга в своем журнале «Conservative» (например, «Felis: A prose Poem» [июль 1923 года] о домашнем коте Лонга) и воздал должное Лонгу в лестной статье «The Work of Frank Belknap Long, Jun.», опубликованной анонимно в «United Amateur» (май 1924 г.), но явно она принадлежит Лавкрафту. Они впервые встретились, когда Лавкрафт посетил Нью-Йорк в апреле 1922 года. Они стали друзьями и часто виделись (особенно во время бруклинской резиденции Лавкрафта в Нью-Йорке с 1924 по 1926 год), в то время они были главными членами организованного ими «Клуба КАЛЕМ». «Калем Клуб» был основан неофициально всего за несколько лет до приезда Лавкрафта в Нью-Йорк. Квартира Лонга стала резиденцией и штаб-квартирой клуба во время периодических поездок Лавкрафта из Провиденс в Нью-Йорк. Лавкрафт помог Лонгу опубликовать ранние рассказы в журнале «Weird Tales».
Лонг пишет, что перед смертью Лавкрафта в 1937 году они обменялись «более тысячи писем, немало из которых насчитывало более восьмидесяти рукописных страниц». Часть их переписки была перепечатана в серии «Selected Letters series» издательства «Arkham House», в которой собрана обширная переписка Лавкрафта и его друзей. Книга Лонга «Howard Phillips Lovecraft: Dreamer on the Night Side», под редакцией Джеймса Тернера.
В 1920-е годы Лонг организовали Клуб КАЛЕМ (названный в честь инициалов фамилий первоначальных членов — К, Л или М). Лонг также входил в широко известную группу писателей, именуемых «Круг Лавкрафта», вместе с Робертом Блохом, Августом Дерлетом, Робертом Говардом, Генри Каттнером, Кларком Эштоном Смитом, К. М. Эдди-младшим и Дональдом Вандреем. Все они регулярно переписывались друг с другом, а также влияли и критиковали работы друг друга.
Лонг написал краткое предисловие к «Заброшенный дом» Лавкрафта (1924). Лавкрафт, в свою очередь, написал для Лонга предисловие к книге миссис Уильям Б. Симмс «Следы Старого Света» (W. Paul Cook/The Recluse Press, 1928), небольшому сборнику стихов тети Лонга. Повесть Лонга «Ужас с холмов» (Weird Tales, январь и февраль-март 1931 г.; опубликована в сборнике «Arkham House» 1963 г.) дословно включает в себя письмо Лавкрафта, в котором описан о его великая «римская мечта» о Хэллоуине 1927 года. Лонг объединился с Лавкрафтом в редакционной работе в 1928 году. Родители Лонга часто брали Лавкрафта в различные автомобильные поездки в период с 1929 по 1930 год, а Лавкрафт навещал Лонга на Рождество между 1932 и 1935 годами включительно. Лавкрафт помог написать второй сборник стихов Лонга «Башня гоблинов» (1935). Переписка Лонга и Лавкрафта после 1931 года не сохранилась.
Дружба Лавкрафта и Лонга была описана в романе Питера Кэннона «Pulptime: Being a Singular Adventure of Sherlock Holmes, Lovecraft, and the Kalem Club as if Narrated by Frank Belknap Long, Jr.» (1985), как будто рассказано Фрэнком Белкнапом Лонгом-младшим. Лонг был почетным гостем на конференции, посвященной столетию Лавкрафта в Провиденс в 1990 году.
Лонг написал ряд ранних рассказов о «Мифах Ктулху»: «Псы Тиндалоса» (первая история о Мифах Ктулху, написанная кем-либо, кроме Лавкрафта), «Ужас с холмов» (в котором появляется божество Чаугнар Фаугн), «Пожиратели космоса» (с участием Лавкрафт в качестве главного героя), «Пожиратели мозгов», «Злокачественный захватчик», а также стихи «Отвратительный снеговик» и «Когда Чаугнар просыпается». Позже под псевдонимом вышел рассказ о «Мифах Ктулху»: «Темное пробуждение» в сборнике «New Tales of the Cthulhu Mythos», в котором чувствуется влияние стиля Лонга, а последний абзац добавлен редактором по предложению Лонга.
«Псы Тиндалоса» — самое известное произведение Лонга. Гончие представляли собой стаю мерзких и непостижимых инопланетных псов, которые «появляются из странных углов, что ведут в темные  неевклидового пространства и преследуют путешественников по коридорам времени». Они могут проникнуть в нашу реальность только через определенные углы для того, чтобы настигнуть и покалечить жертву, оставляя после себя только «своеобразный голубой гной или сукровицу».

## Влияние на массовую культуру
Псы Тиндалоса упоминались многими более поздними авторами «Мифов», включая Рэмси Кэмпбелла, Лина Картера, Брайана Ламли и Питера Кэннона. Рассказ Кэннона «Письма Халпина Чалмерса» прямое продолжение «Псов Тиндалоса», в котором главными героями являются тонко замаскированные образы Фрэнка и Лиды Лонг, появляется у Роберта Вайнберга, Стефана Р. Дземяновича и Мартина Гринберга, 100 Crooked Little Crime Stories (Нью-Йорк: Barnes and Noble, 1994). Похожие существа являются антагонистами в «Космологии монстров» Шона Хэмилла (Нью-Йорк: Пантеон, 2019).
«Псы Тиндалоса» вдохновили исполнителей металлической и электронной музыки. Metallica (с песней "All Nightmare Long" из 9 альбома Death Magnetic), Epoch of Unlight, Edith Byron's Group, Beowulf, Fireaxe, Univers Zero записали треки с их участием.
Чарльз П. Митчелл предположил, что «собака-дрон» в фильме «Фантомы» (1998), основанном на романе Дина Р. Кунца, напоминает собаку Тиндала.
В романе Питера Кэннона «Пульптайм» Лонг выступает в роли рассказчика. Лонг также появляется в романе Ричарда Лупоффа «Книга Лавкрафта» (1985) и его полнотекстовой версии «Марблхед».

## Награды
- Премия Эдны Сент-Винсент Миллей за поэзию
- Первая награда Зала славы фэндома (1977).
- Премия World Fantasy за жизненные достижения (на 4-м Всемирном съезде фэнтези 1978 г.),
- Премия Брэма Стокера за заслуги перед жизнью (в 1987 году от Ассоциации писателей ужасов).

Поэма Лонга «Женитьба сэра Джона де Мандевиля» была ретроспективно номинирована на премию Rhysling Awards 1977 года за лучшее длинное стихотворение.

## Кино
Рассказ Лонга «Пожиратели пространства» был адаптирован как 63-я серия телесериала «Монстры» с Ричардом Кларком, Мартом Халсвитом и Ричардом М. Хьюзом в главных ролях.

#### Повести
- Space Station 1 (Ace Books D242,1957 - an Ace double, bound with Empire of the Atom by A.E. van Vogt)
- Mission to a Distant Star (Satellite SF magazine serial in 5 parts)
- Woman from Another Planet (Chariot Books,1960)
- The Horror Expert (Belmont Books, Dec 1961)
- The Mating Center (Chariot Books,1961)
- Mars is My Destination (Pyramid Books, June 1962)
- The Horror from the Hills (Arkham House,1963); expanded edition as Odd Science Fiction (1964)
- Three Steps Spaceward (Avalon Books, 1963)
- It Was the Day of the Robot (Belmont Books, 1963). Reprint: Dennis Dobson, 1964.
- The Martian Visitors (Avalon Books, 1964)
- Mission to a Star (Avalon Books, 1964)
- Lest Earth Be Conquered (Belmont Books, Dec 1966); reissue as The Androids, (Tower Books, 1969)
- This Strange Tomorrow (Belmont Books, Feb 1966)
- So Dark a Heritage (Lancer Books,1966)
- Journey Into Darkness (Belmont Books, April 1967)
- ...And Others Shall Be Born (Belmont Books, Jan 1968) (bound with The Thief of Thoth by Lin Carter)
- The Three Faces of Time (Tower Books, 1969)
- To the Dark Tower (Lancer Books, 1969) (as by Lyda Belknap Long)
- Monster From Out of Time (Popular Library, 1970 pbk original). Reprinted in hc, London: Robert Hale, 1971.
- Survival World (Lancer Prestige/Magnum, 1971)
- The Witch Tree (Lancer Books, 1971) (as by Lyda Belknap Long)
- Fire of the Witches (Popular Library, 1971) (as by Lyda Belknap Long)
- The Shape of Fear (Beagle Books, July 1971) (as by Lyda/Lydia Belknap Long; the author's pseudonym 'Lyda Belknap long' was misprinted on the cover as 'Lydia Belknap Long').
- The Night of the Wolf (Popular Library, 1972)
- House of the Deadly Nightshade (Beagle Books, March 1972) (as by Lyda Belknap Long)
- Legacy of Evil (Beagle Books, June 1973) (as by Lyda Belknap Long)
- Crucible of Evil (Avon, July 1974)(as by Lyda Belknap Long)
- The Lemoyne Heritage (Zebra Books, 1977)(as by Lyda Belknap Long)
- Rehearsal Night (Pub: Thomas L. Owen,1981)
- Ghor Kin-Slayer (Long has one episode in this round-robin sequence; Necronomicon Press, 1997)

#### Сборники
- The Hounds of Tindalos (Arkham House, 1946). Reprints: London: Museum Press, 1950. NY: Belmont books, Aug 1963.
- John Carstairs: Space Detective (Frederick Fell, 1949). Reprints: Toronto: McLeod, 1949 (?); Kemsley, 1951.
- Odd Science Fiction (Aug 1964). Reprint, London: Brown Watson, 1965 (as The Horror from the Hills). Contains "The Horror from the Hills", plus "The Flame of Life" and "Giant in the Forest".
- The Dark Beasts and Eight Other Stories from the Hounds of Tindalos (1964). Contains half the contents of the 1946 The Hounds of Tindalos collection.
- The Rim of the Unknown (Arkham House, 1972). Reprint (pbk) Condor Books, 1978.
- The Black Druid and Other Stories. (London: Panther, 1975)
- A Dangerous Experiment (Necronomicon Press, 1977; single story in chapbook form). This tale is also reprinted in The Eye Above the Mantel and Other Stories.
- The Early Long (NY: Doubleday, 1975) (London: Robert Hale, 1977). (NY: Jove/HBJ, 1979 as The Hounds of Tindalos).
- Night Fear (Zebra Books, 1979). Intro by Roy Torgeson. 16 tales from the pulps including "The Horror from the Hills".
- Escape from Tomorrow: Three Previously Unreprinted Weird Tales (Necronomicon Press, 1995)
- The Eye Above the Mantel and Other Stories: 4 Previously Uncollected Weird Tales. Foreword by H. P. Lovecraft. Edited by Perry M. Grayson. West Hills, CA: Tsathoggua Press, Aug 1995. The Foreword is Lovecraft's essay "The Work of Frank Belknap Long, Jr", reprinted from The United Amateur (May 1924).
- The Man Who Died Twice & Three Others (Wildside Press, 2009)

#### Игры
A Guest in the House (CBS-TV television play, 1954)

#### Записи
Audio recording of author panel discussion from First World Fantasy Convention, Providence, 1975. Long's voice was preserved on a flexi-disc record of this speech issued with the fanzine Myrrdin Issue 3 (1976). The other side of the flexi-disc contains a recording of Robert Bloch's speech from the convention.

#### Мемуары Лавкрафта
- "Random Memories of H. P. Lovecraft" (Marginalia)
- "H.P.L. in Red Hook" (in The Occult Lovecraft, ed. Anthony Raven, 1975)
- Howard Phillips Lovecraft: Dreamer on the Night Side (Arkham House, 1975). Italian translation published by Profondo Rosso, Rome, 2010 as H. P. Lovecraft e le ombre
- "H. P. Lovecraft". Poem. Weird Tales (June 1938); reprinted in In Mayan Splendor (p. 66)

#### Эссэ
- "At the Home of Poe". Reprint in Lon Milo duQuette, ed, The Weiser Book of Horror and the Occult: Hidden Magic, Occult Truths, and the scary Stories That Started It All, Red Wheel/Weiser, 2014.

#### Стихи
- A Man from Genoa and Other Poems (1926) (Athol, MA: W. Paul Cook)
- The Goblin Tower (Cassia FL: Dragon-Fly Press, 1935; New Collectors Group, 1945). Note: Due to the somewhat misleading publisher's introduction to the New Collectors Group edition, it is often mis-catalogued as a reprint of the 1935 Dragon-Fly Press edition. In fact, the selection of poems differs; the New Collectors Group edition drops four, "When Chaugnar Wakes," "Exotic Quest," "West Indies" and "Martial: The Vacationist" and adds three, "The Prophet," "Prediction" and "Walt Whitman." The collection is not to be confused with the novel of the same title by L. Sprague de Camp.
- On Reading Arthur Machen: A Sonnet. (Penngrove, Palo Alto, CA: Dog and Duck Press, 1949). 20 copies, privately printed. Note: H. P. Lovecraft quotes Long's sonnet in full within his discussion of Arthur Machen's work in Supernatural Horror in Literature.
- The Marriage of Sir John de Mandeville John Mandeville (Roy A. Squires, 1976). 22 copies signed by the author.
- In Mayan Splendor (Arkham House, 1977); Long's own selection of his best verse; includes contents of A Man from Genoa and The Goblin Tower plus additional poems. Includes introduction by Samuel Loveman.
- When Chaugnar Wakes Chaugnar Faugn (Fantome Press, 1978; 80 copies only). A chapbook of this single poem, originally published in Weird Tales 20, No 3 and reprinted in In Mayan Splendor.
- The Darkling Tide: Previously Uncollected Poetry (Tsathoggua Press, 1995; edited by Perry M. Grayson)